# Encies
Encies és una masia del poble de Canalda, al terme municipal d'Odèn.
Situada a 1.125 m d'altitud, al vessant nord de la rasa d'Encies que passa a 100 metres a vol d'ocell de la seva façana. Actualment encara habitada, a més a més de la masia pròpiament dita hi ha uns quants edificis pel voltant destinats a granges i coberts. S'hi arriba per un camí de 1.200 m que surt per la banda oest de la carretera LV-4241b de Solsona a Coll de Jou, a l'alçada del km 18,5.